# Pardubiški okraj
Pardubiški okraj (češko Pardubický kraj) je administrativna enota (okraj) Češke republike. Leži na severu države in meji na severu na Poljsko, od čeških okrajev pa od zahoda proti vzhodu na Kralovehraški okraj, Osrednječeški okraj‎, Visočinski okraj, Južnomoravski okraj in Olomuški okraj. Glavno mesto so Pardubice, po katerih se tudi imenuje. Skupaj z Libereškim in Kralovehraškim okrajem tvori statistično regijo Severovzhodna Češka.
Večina ozemlja je gorata in redko naseljena, ti predeli so pomembni kot vir pitne vode. Poselitev je skoncentrirana v dolini reke Labe na jugozahodu, kot celota pa je okraj gospodarsko podpovprečno razvit.

## Upravna delitev
Pardubiški okraj se nadalje deli na štiri okrožja (okres).
| Okrožje              | Prebivalcev (1. 1. 2020) | Površina [km²] | Gostota preb. [/km²] | Št. občin |
| -------------------- | ------------------------ | -------------- | -------------------- | --------- |
| Chrudim (CR)         | 104.613                  | 993            | 105                  | 108       |
| Pardubice (PU)       | 175.441                  | 880            | 199                  | 112       |
| Svitavy (SY)         | 104.333                  | 1379           | 76                   | 116       |
| Ústí nad Orlicí (UO) | 138.275                  | 1267           | 109                  | 115       |
| Skupaj               | 522.662                  |                |                      |           |